# Christiana Figueres

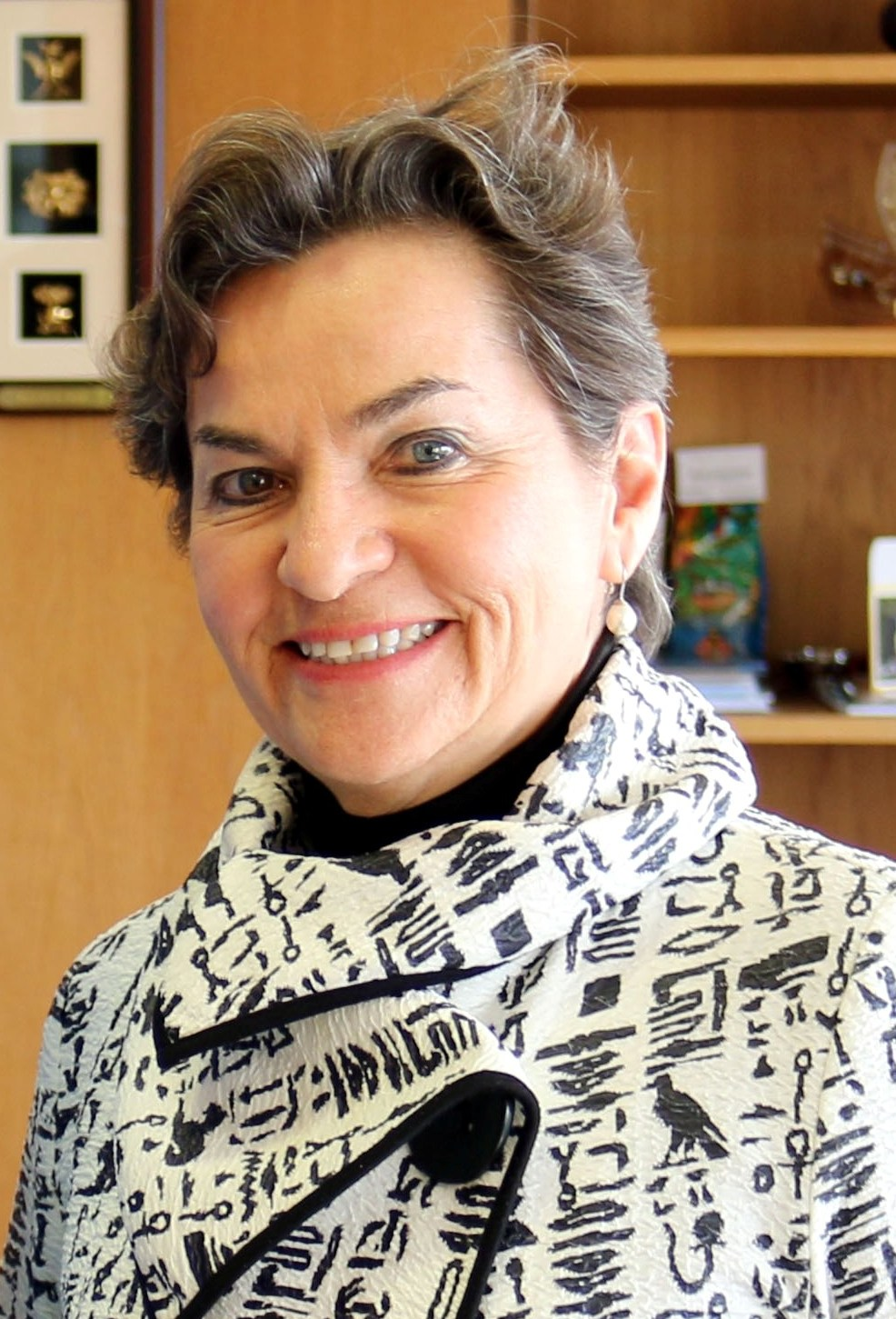
Christiana Figueres (2018)

Karen Christiana Figueres Olsen (* 7. August 1956 in San José) ist eine costa-ricanische Politikerin. Vom 1. Juli 2010 bis Mai 2016 war sie Generalsekretärin des Sekretariats der Klimarahmenkonvention der Vereinten Nationen (UNFCCC). Figueres’ Vater, José Figueres Ferrer, war in den 1940er- bis 1970er-Jahren dreimal Präsident von Costa Rica. 

## Leben
Figueres begann ihre Karriere bei der Botschaft Costa Ricas in Bonn als Gesandte Botschaftsrätin, wo sie von 1982 bis 1985 arbeitete. Für ihren Einsatz bei der Neuausrichtung der Kooperation und Entwicklungshilfe zwischen Deutschland und Costa Rica erhielt sie das Großkreuz des Bundesverdienstordens. 1987 kehrte sie nach Costa Rica zurück, wo sie Direktorin für internationale Kooperation im Planungsministerium wurde. 1988 wurde sie Stabschefin im Ministerium für Landwirtschaft.
Nach einer beruflichen Pause wurde sie 1994 Direktorin des Technical Secretariat of the Renewable Energy in the Americas (REIA) und setzte sich dort für die Förderung erneuerbarer Energien und die Überwindung von Hürden bei deren Einsatz ein. 1995 wurde sie zur Direktorin des Center for Sustainable Development in the Americas (CSDA) ernannt, das die Teilnahme der lateinamerikanischen Länder in der Klimarahmenkonvention fördert. Sie vertrat seit 1995 Costa Rica bei den internationalen Klimaverhandlungen.
Nach dem Rücktritt des Generalsekretärs der Klimarahmenkonvention Yvo de Boer zum 1. Juli 2010 trat Figueres dessen Nachfolge an. Dieses Amt übte sie bis Juli 2016 aus, zur Nachfolgerin wurde am 18. Juli 2016 Patricia Espinosa ernannt.
Figueres war eine von mehreren Kandidaten für die Nachfolge von UN-Generalsekretär Ban Ki-moon.

## Positionen
Figueres trat lange Zeit für die konstruktive Zusammenarbeit mit Mineralölkonzernen und Gasindustrie ein, deren Transformation der Geschäftsmodelle sie als kritisch für die Dekarbonisierung ansah. Sie habe diesen Grundsatz nach eigenen Angaben im Unterschied zum Gros ihrer Fachkollegen lange verteidigt. In einem Gastbeitrag für Al Jazeera gab sie Anfang Juli 2023 an, dass dies ein Fehler gewesen sei. Auslöser seien unter anderem die weltweit gestiegenen Gewinne der Branche gewesen, die anstelle glaubwürdiger Investitionen in erneuerbare Energien in erhöhte Dividendenausschüttungen und Lobbying gegen Klimaschutzmaßnahmen geflossen seien.

## Rezeption
Am 13. Februar 2016 wurde sie mit dem Ewald-von-Kleist-Preis und am 12. November 2017 mit dem CARE-Millenniumspreis ausgezeichnet. 2019 erhielt sie den Dan-David-Preis.
Das Time-Magazin führte sie 2019 auf im Artikel „Meet 15 Women Leading the Fight Against Climate Change“ als eine von „15 Frauen, die den Kampf gegen den Klimawandel anführen“, auf.